# Nestor Plissart
Pour les articles homonymes, voir Nestor et Plissart.
Nestor Plissart, né le 5 octobre 1846 au château de Tongre-Notre-Dame, à Chièvres (Belgique) et décédé à Etterbeek (Bruxelles) le 16 août 1923 fut bourgmestre d'Etterbeek de 1899 à 1907.

## Éléments d'histoire
Sous l'administration de Nestor Plissart Etterbeek fut relié au réseau d'électricité. Il offrit aux Frères de la Miséricorde un terrain, au 115 avenue des Nerviens, pour y construire l'Institut Saint-Stanislas.

## Descendance
Fils de Modeste (1807-1874) et de Marie-Louise-Agathe-Josèphe Vertenoeil (1805-1886) Nestor Plissart épousa le 29 août 1871, à Ixelles, Léonie Philippe Caroline Clymans (°1849), avec qui il eut 6 enfants :  
- Léon, né le 18 avril 1873 à Etterbeek et décédé le 12 septembre 1899 ;
- Paul, né le 27 mai 1874 à Etterbeek  - sera aussi bourgmestre d'Etterbeek ;
- Georges, né le 24 septembre 1875 à Etterbeek ;
- Marie-Louise, née le 11 août 1877 à Etterbeek ;
- Albert, né le 18 novembre 1879 à Etterbeek et y décédé le 6 mai 1904 ;
- Auguste, né le 11 avril 1882 à Etterbeek et décédé le 29 mars 1967 à Louvain était prêtre jésuite.